# Parlament Àrab

El Parlament Àrab (àrab: البرلمان العربي, al-Barlamān al-ʿArabī) és un parlament internacional format pels països membres de la Lliga Àrab. Es va crear després de la cimera de la Lliga Àrab a Amman de 2001, on es va autoritzar el secretari general de la Lliga Àrab a iniciar el procés de conformació del parlament.

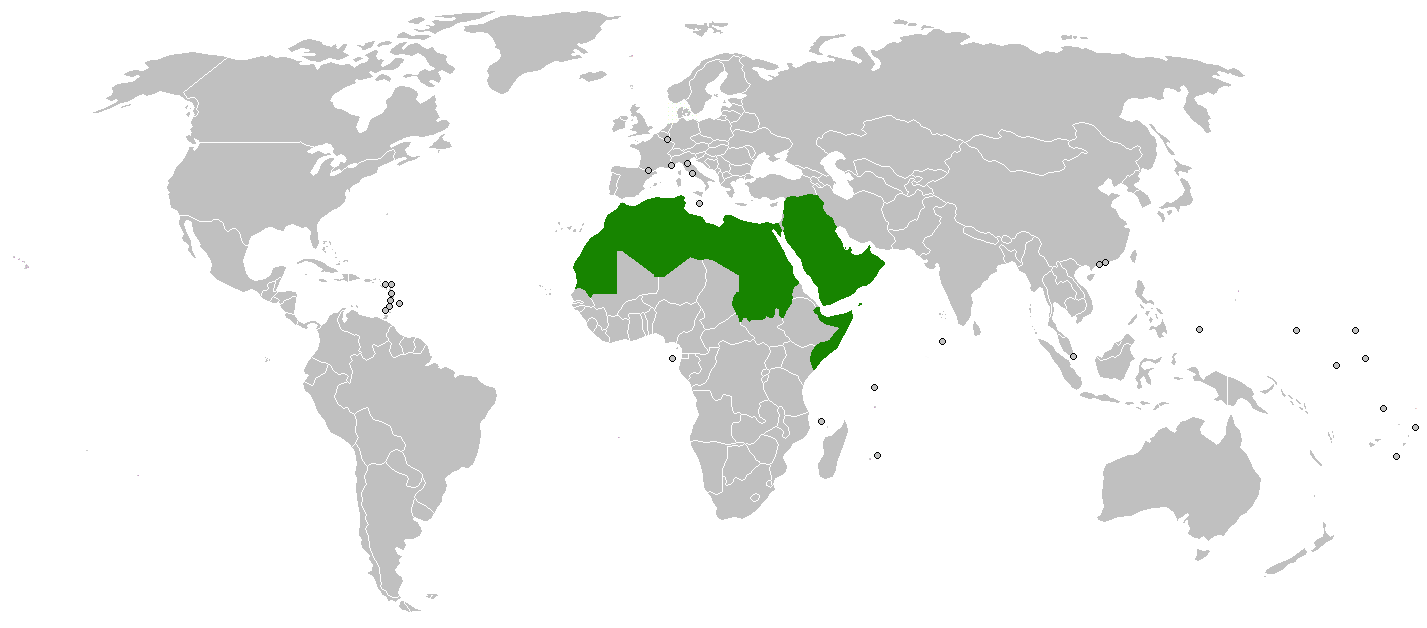
Estats membres de la Lliga Àrab
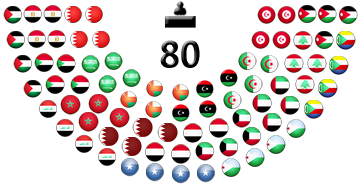
Gràfic que mostra el nombre d'escons dels Estats membres en el Parlament Àrab, 2020